# Overvloedige genade voor de grootste van alle zondaren

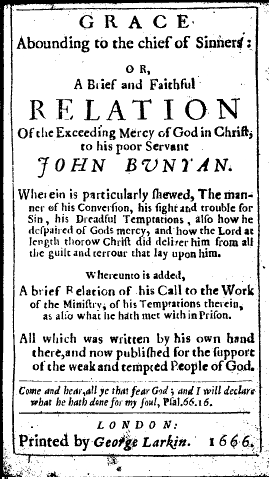
Titelpagina van de eerste druk van Grace Abounding to the Chief of Sinners

Overvloedige genade voor de grootste van alle zondaren (Engels: Grace Abounding to the Chief of Sinners) is een boek geschreven door de Britse predikant John Bunyan in 1666. Het boek is een autobiografie, Bunyan omschrijft hierin zijn eigen worsteling met zonde en genade. Het werk is door hem in gevangenschap geschreven. 
Uit Bunyans autobiografie blijkt dat hij al op jonge leeftijd worstelde met vragen over de zin van het menselijk bestaan. De meeste feiten over zijn jeugd weten we van Bunyan zelf, andere bronnen zijn er nauwelijks. In het boek vertelt Bunyan dat hij op een zondagmiddag met zijn vrienden aan het spelen was, toen hij plotseling een stem hoorde die tot hem zei: Verlaat je zonden en ga naar de hemel of ga door op je zondige weg en ga naar de hel. Hoewel Bunyan probeerde deze gedachten van zich af te schudden, lieten deze indrukken en vragen hem niet meer los. In toenemende mate voelde Bunyan de last van zijn zonden. Het beeld van Christen in de Christenreis vertoont dan ook duidelijk autobiografische trekken. Op 18-jarige leeftijd moest Bunyan in het leger. Eén incident maakte diepe indruk op hem. Tijdens een belegering nam een medesoldaat Bunyans plaats in als schildwacht. Later hoorde hij dat deze man was doodgeschoten. Ook dit feit zou hem niet meer loslaten. In november 1660 werd John Bunyan gearresteerd en gevangengezet, omdat hij preekte zonder vergunning. Het grootste deel van de komende twaalf jaren zou hij in de gevangenis moeten doorbrengen, waar hij onder meer het boek Overvloedige genade voor de grootste van alle zondaren schreef.